# Via Panzani
Via Panzani (o de' Panzani) si trova a Firenze, tra piazza dell'Unità Italiana e via de' Cerretani. La strada, tra le più trafficate del centro storico, è nel tragitto che va dalla stazione di Santa Maria Novella al Duomo.

## Storia e architetture
Anticamente la strada era divisa in due tratti: il primo andava fino a via del Giglio e si chiamava via dei Cenni, dal nome di una famiglia che qui aveva le proprie case; il secondo, che arrivava fino a via dei Cerretani, si chiamava via del Pantano, perché anticamente era una zona acquitrinosa a causa dei fossati che circondavano l'antica cerchia muraria del tempo di Dante. L'origine del nome odierno è forse proprio una deformazione di "pantano", nonostante esistesse la famiglia Firidolfi di Panzano in Chianti, della quale però non si sa se possedesse o meno case in questa strada. Ad una estremità della strada si trova il canto dei Carnesecchi, dove troneggiava anticamente l'Ercole e il centauro Nesso di Giambologna, davanti al palazzo delle Cento Finestre che si chiamava appunto "Strozzi al Centauro".
Gli altri palazzi della strada non presentano elementi di rilievo e sono piuttosto ingrigiti dal sostenuto traffico veicolare degli ultimi decenni. Un tabernacolo della Madonna col Bambino fu scolpito da Corrado Vigni. L'ospitalità alberghiera sulla strada è molto attiva fin dall'Ottocento, come testimoniano alcuni ospiti illustri ricordati da targhe: Giuseppe Garibaldi (22 ottobre 1867) e, cambiando completamente campo, Vincenzo Peruggia, l'operaio che riuscì a rubare la Gioconda dal museo del Louvre. Tale albergo esiste ancora e oggi si chiama prosaicamente "Gioconda".

## Altre immagini

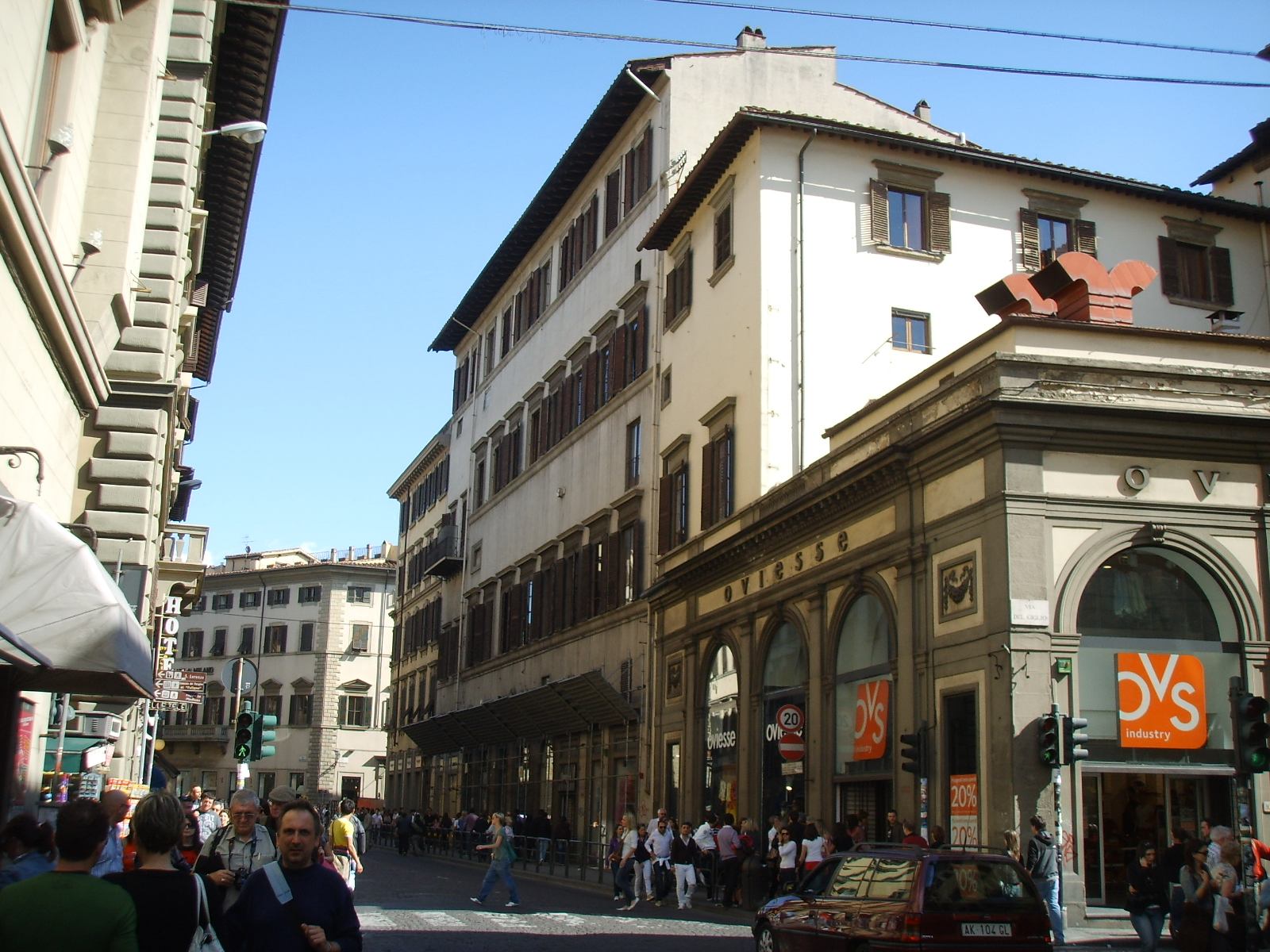
veduta verso via de' Cerretani
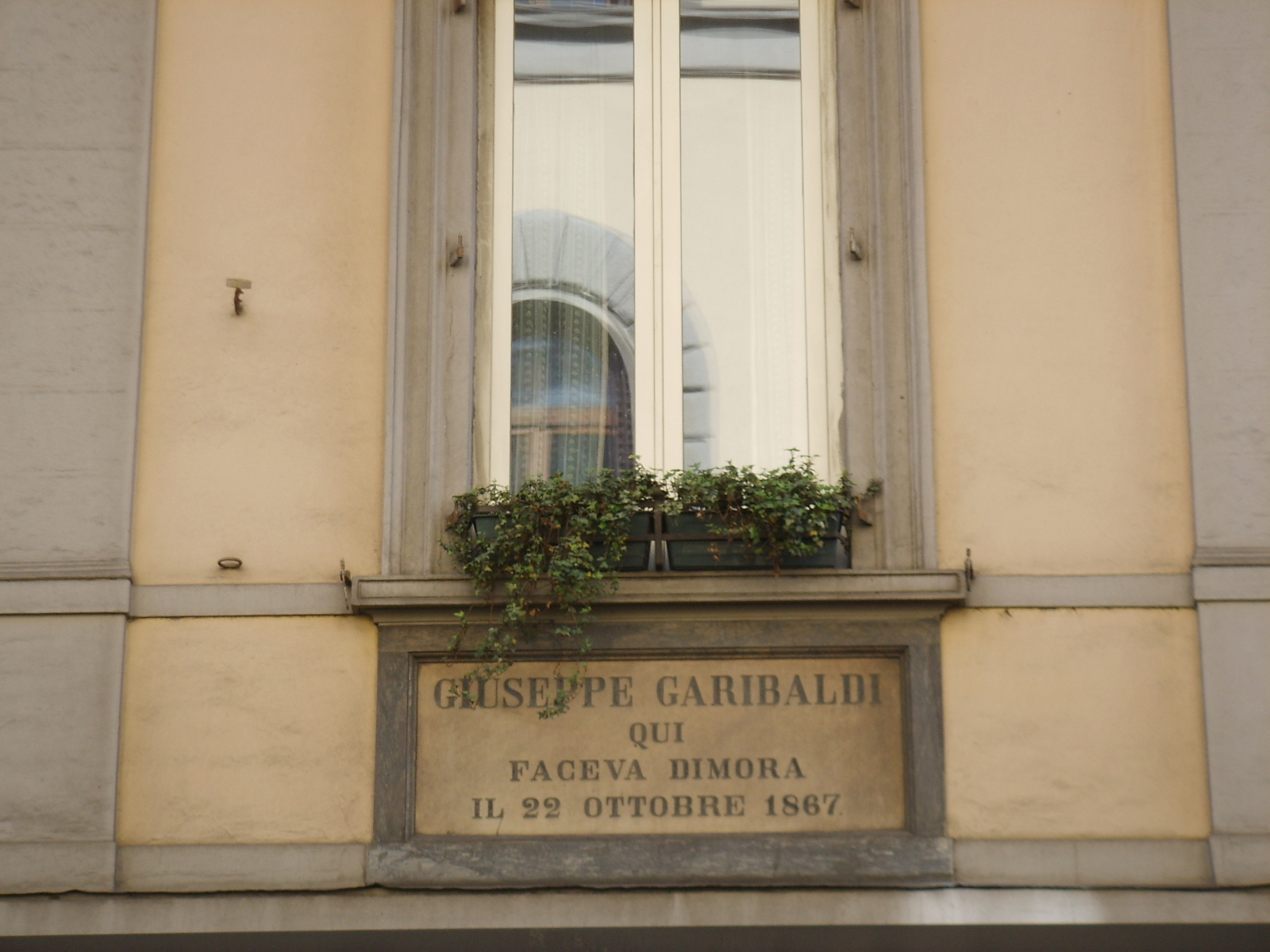
Targa su Giuseppe Garibaldi
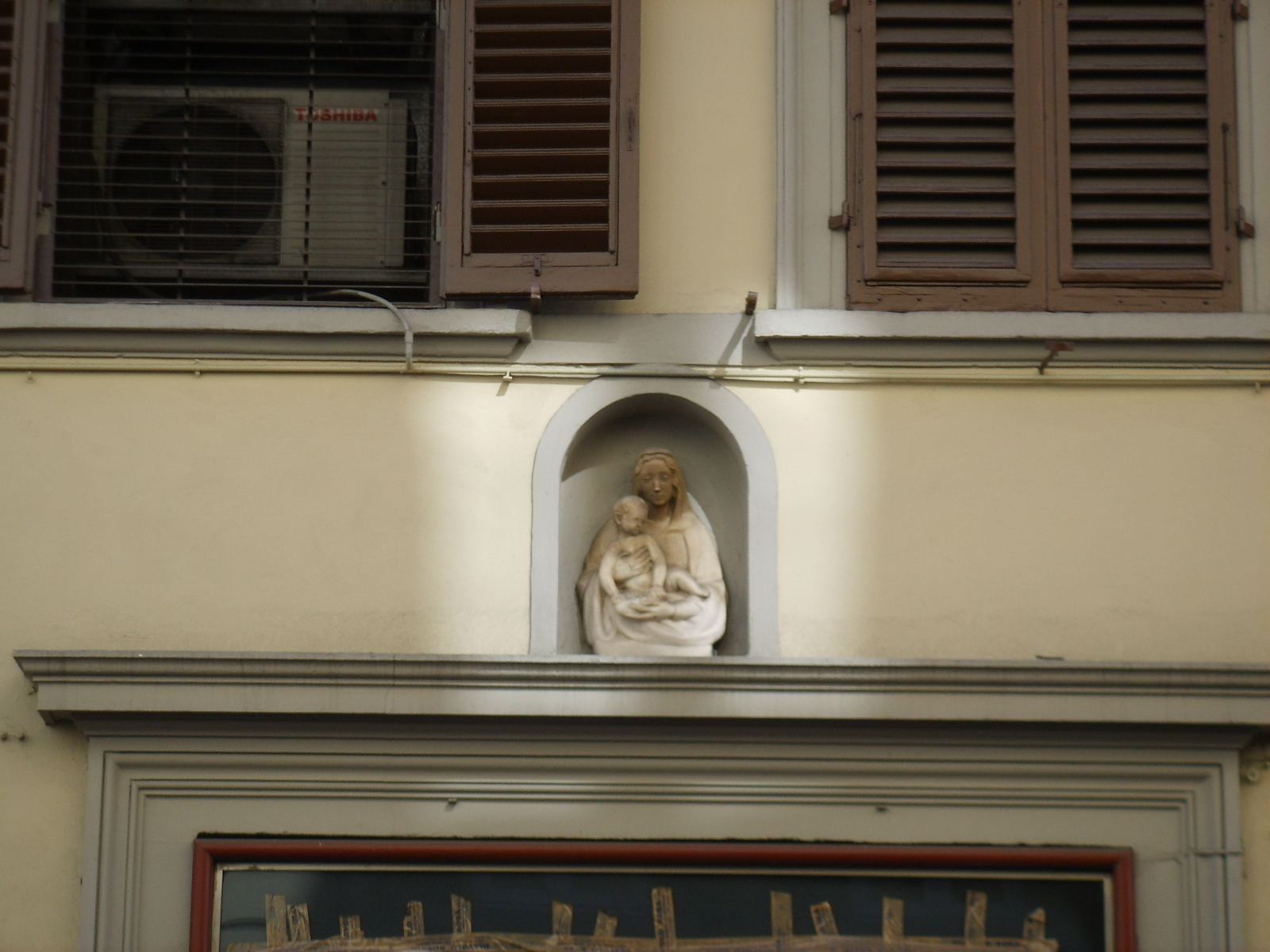
Tabernacolo di Corrado Vigni